# Stouchsburg
Stouchsburg es un lugar designado por el censo ubicado en el condado de Berks en el estado estadounidense de Pensilvania. En el Censo de 2010 tenía una población de 600 habitantes y una densidad poblacional de 172,11 personas por km².

## Geografía
Stouchsburg se encuentra ubicado en las coordenadas 40°22′50″N 76°13′53″O / 40.38056, -76.23139. Según la Oficina del Censo de los Estados Unidos, Stouchsburg tiene una superficie total de 3.49 km², de la cual 3.49 km² corresponden a tierra firme y (0%) 0 km² es agua.

## Demografía
Según el censo de 2010, había 600 personas residiendo en Stouchsburg. La densidad de población era de 172,11 hab./km². De los 600 habitantes, Stouchsburg estaba compuesto por el 97.5% blancos, el 0.5% eran afroamericanos, el 0% eran amerindios, el 0.33% eran asiáticos, el 0% eran isleños del Pacífico, el 0.67% eran de otras razas y el 1% pertenecían a dos o más razas. Del total de la población el 2% eran hispanos o latinos de cualquier raza.